# Voigtsdorf (Dorfchemnitz)
Voigtsdorf ist ein Ortsteil der sächsischen Gemeinde Dorfchemnitz im Landkreis Mittelsachsen.

## Geografie

### Lage
Voigtsdorf liegt etwa 4,5 Kilometer nordnordöstlich von Sayda im Erzgebirge. Die Ortslage erstreckt sich über etwa 4 Kilometer entlang des Voigtsdorfer Baches, welcher östlich des Ortes in den Chemnitzbach mündet. Südwestlich liegt die 707 m ü. NN hohe Voigtsdorfer Höhe, südlich die 728 m ü. NN hohe Saydaer Höhe. Durch den Ort verläuft die Kreisstraße 7734, welche westlich an der Staatsstraße 207 Eppendorf–Deutscheinsiedel beginnt und nach Dorfchemnitz führt. Über Kommunalstraßen besteht zudem Anschluss an Zethau und Wolfsgrund.

### Nachbarorte
| Zethau    |                                             | Wolfsgrund   |
| Dörnthal  | Kompassrose, die auf Nachbargemeinden zeigt | Dorfchemnitz |
| Pfaffroda | Pilsdorf                                    | Friedebach   |

## Geschichte

### 13. bis 18. Jahrhundert
Das hiesige, ehemalige Rittergut gehörte denen von Hartitzsch. 1365 nahm es Nicol Hartitzsch bei den Meißnischen Burggrafen zur Lehn, nachdem es zuvor Peter von Erdmannsdorf besessen hatte. 1537 erhielt Hanus von Hartitzsch die Lehn, welcher 1578 99-jährig in Dresden verstarb, und sieben Rittergüter hinterließ. Dessen Bruder Asmus gründete die sogenannte Voigtsdorfer Linie des Geschlechts. Dieser soll 110-jährig verstorben sein, wodurch ihn nicht Söhne, sondern drei Enkel beerbten. Das Rittergut wurde daraufhin in zwei Hälften geteilt: „[…] was am linken Ufer des Baches [im Südosten] lag, hieß Niedervoigtsdorf, der Rest [im Nordwesten] aber Obervoigtsdorf.“ Zu den Besitzungen gehörten u. a. eine Schäferei, Waldungen, ein Kalkofen, eine Lehmgrube bei Dorfchemnitz sowie der Ort Wolfsgrund.

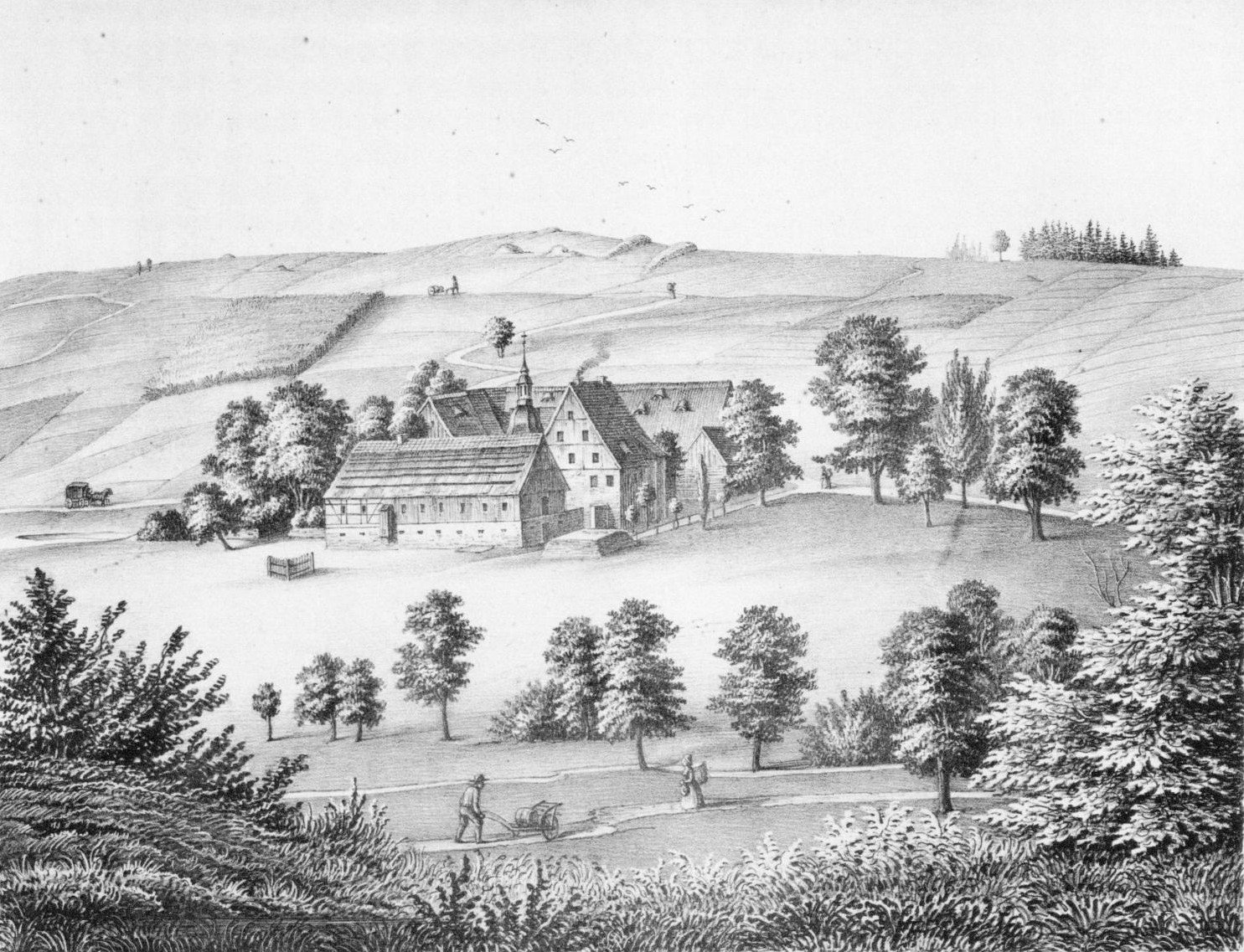
Rittergut Voigtsdorf (um 1860)

### 19. Jahrhundert bis 1945
August Schumann schreibt im Jahr 1825 im Staats-, Post- und Zeitungslexikon von Sachsen Voigtsdorf betreffend u. a.: 

„Voigtsdorf hat gegen 1050 Bewohner, nach Verhältniß viel Güter, die auch größtentheils wohlgebaut sind, und überhaupt gegen 59 (oft über 40 Acker große) Hufen Feldes besitzen; ferner ein großes und hübsches Erbgericht mit Wirthshaus und kleinem Kalkofen, 2 herrschaftliche und 2 privative Mahlmühlen; 2 Oelmühlen, mehrere Flachsbrechhäuser u. s. w. Den Haupterwerb giebt die Viehzucht (nahe an 400 Kühe) und der Feld-, besonders der Flachsbau; doch wohnen auch viel Handwerker hier, darunter ein wohleingerichteter, sehr elegant arbeitender Tischler.“

Albert Schiffner ergänzt 1833 u. a.: 

„[…] auch sind hier Quarzlager im Gneus u. Glimmerschiefer, u. einzelne Feldspathlager.“

Das Rittergut Voigtsdorf mit Voigtsdorf und Wolfsgrund gehörte bis 1832 als Exklave zum Amt Wolkenstein. Erst dann wurde es dem Kreisamt Freiberg einverleibt. Im Jahr 1857 verstarb Hans Adolph von Hartitzsch – letzter Lehnsherr von Voigtsdorf. Das Erbe ging an die von Lüttichau, ihres Zeichens Rittergutsbesitzer in Dorfchemnitz. In der Folge wurde der hiesige Rittergutsbezirk aufgelöst.
Am 1. Juli 1897 erhielt Voigtsdorf einen Eisenbahnanschluss an die Schmalspurbahn Mulda–Sayda, und eine Bahnstation, die jedoch über 4 Kilometer östlich der Ortsmitte und damit denkbar ungünstig lag. 

### 1945 bis 1990
Die Gebäude des Ritterguts wurden nach dem Zweiten Weltkrieg geschleift.
Am 18. Juli 1966 wurde der Eisenbahnbetrieb eingestellt, die Strecke später rückgebaut.

### Seit 1990
Nach der deutschen Wiedervereinigung und Neugründung des Freistaats Sachsen mit der Bildung neuer Gemeinden wurde Voigtsdorf am 1. Januar 1994 nach Dorfchemnitz eingemeindet.

## Bildung
Im Jahr 1852 wurde ein Schulgebäude in Obervoigtsdorf gebaut. Dieses und die Kirchschule reichten jedoch bald für die schulpflichtigen Kinder des Ortes nicht mehr aus. Am 21. Oktober 1879 ließ die Ortsverwaltung einen Schulneubau auf einem Grundstück an der Zethauer Straße errichten, damit etwa in Ortsmitte. Fast neunzig Jahre später, 1939 wurde ein Ausbau vorgenommen, wodurch ein dritter Klassenraum entstand. Die alte Schule in Obervoigtsdorf wurde damit entbehrlich. 
Nach den beiden Weltkriegen und der staatlichen Neuorientierung durch Gründung der DDR kam der Ort in das neugegründete Land Sachsen mit neuen Lehrplänen und Strukturen. Für die jüngeren Kinder entstand 1957 ein Kindergarten und 1974 ein weiterer Anbau an das Schulgebäude. Nach dem Mauerfall sanken die Schülerzahlen und die Schule in Obervoigtsdorf musste im Jahr 2000 geschlossen werden. Durch nachfolgende Umbaumaßnahmen wurden daraus ein Kindergarten, ein Hort sowie Vereinsräume.

## Entwicklung der Einwohnerzahl
| Jahr | Einwohnerzahl                                           |
| ---- | ------------------------------------------------------- |
| 1551 | 56 besessene Mann, 54 Häusler u. Hausgenossen, 10 Hufen |
| 1764 | 60 besessene Mann, 6 Gärtner, 46 Häusler, 49 ¾ Hufen    |
| 1834 | 1105                                                    |
| 1871 | 1177                                                    |
| 1890 | 1229                                                    |

| Jahr | Einwohnerzahl |
| ---- | ------------- |
| 1910 | 1190          |
| 1925 | 1139          |
| 1939 | 1060          |
| 1946 | 1207          |
| 1950 | 1283          |

| Jahr | Einwohnerzahl |
| ---- | ------------- |
| 1964 | 988           |
| 1990 | 803           |
| 1993 | 785           |

## Traditionen und Bauwerke

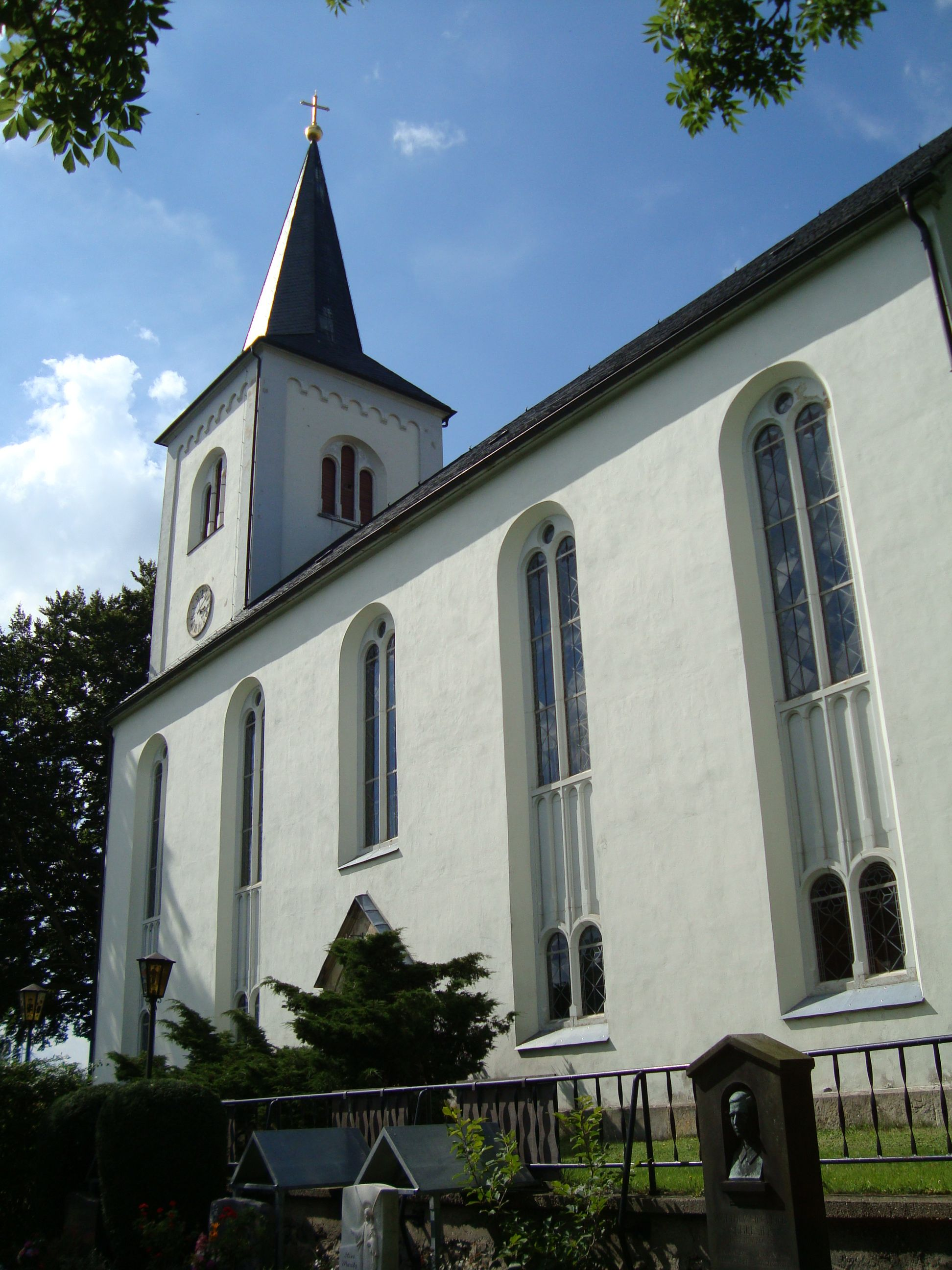
Evangelische Kirche Voigtsdorf

Das Voigtsdorfer Katzenwiegen ist eine wiederbelebte Tradition, zusätzlich findet regelmäßig das Voigtsdorfer Vogelschießen statt. 
Ein erster Kirchenbau im früheren Dorf geht nachweislich auf das 14. Jahrhundert zurück. Im Jahre 1617 war dieser baufällig, konnte jedoch durch die Wirren des Dreißigjährigen Krieges nicht instand gesetzt werden. 1667–69 wurde das Kirchengebäude grundlegend saniert und umgestaltet. In den Jahren 1780–82 erfolgte eine Erweiterung durch Anbau. Am 13. Juni 1863 geriet der Bau durch Blitzschlag in Brand und brannte bis auf die Grundmauern nieder. Der Neubau nach Plänen von Christian Friedrich Arnold begann mit der Grundsteinlegung am 26. Juli 1864, am 22. Oktober 1866 wurde die Kircheneinweihung gefeiert. Ursprünglich bestand das Geläut aus drei Bronzeglocken, die im Zweiten Weltkrieg als Metallspende des deutschen Volkes zur Herstellung von Kriegsgerät eingeschmolzen wurden. Nach Kriegsende ließ die Kirchengemeinde an deren Stelle Eisenhartguss-Glocken herstellen; im Jahr 1966 wurde die Kirchturmuhr erneuert.
Im nach der deutschen Wiedervereinigung neu gegründeten Freistaat Sachsen standen ab 1992 finanzielle Mittel bereit, um eine sukzessive Renovierung des Gotteshauses vornehmen zu können. – Zur Kirchgemeinde gehören das 1672 errichtete Pfarrhaus, die 1682 eröffnete Kirchschule mit Lehrerwohnung sowie Substituten-, Back- und Wasserhaus mit Badstube als Anbauten des Pfarrhauses. Die genannten Gebäude sind zu großen Teilen bis heute erhalten.
Unbedingt erwähnenswert ist die im Ort ansässige von Adelheid Pagacs betriebene Bäckerei und Konditorei samt der Adelklause Voigtsdorf. Täglich werden mehr als 20 Torten und Kuchen gebacken, die auch zum Teil außer Haus verkauft werden. Die Qualität der Backwaren ist weit über den Heimatort bekannt.